# Comuna Tokarieve, Kirovske
Tokarieve (în ucraineană Токарєве) este o comună în raionul Kirovske, Republica Autonomă Crimeea, Ucraina, formată din satele Șubîne și Tokarieve (reședința).

## Demografie
Componența lingvistică a comunei Tokarieve
     Rusă (75,09%)
     Tătară crimeeană (10,4%)
     Ucraineană (8,36%)
     Alte limbi (0,64%)
Conform recensământului din 2001, majoritatea populației comunei Tokarieve era vorbitoare de rusă (75,09%), existând în minoritate și vorbitori de tătară crimeeană (10,4%) și ucraineană (8,36%).